# Gåsen
För andra betydelser, se Gåsen (olika betydelser).
Gåsen är ett fjäll i Jämtlands län, Åre kommun. Fjället är 1.426 meter över havet och ligger söder om Bunnerfjällen och norr om Härjångsfjällen. Berget är relativt lätt att bestiga från Svenska turistföreningens Gåsenstugan, vilken ligger tre kilometer söder om toppen. På vägen upp mot toppen finns rester av den tidigare fjällstuga, som låg här.